# Ardales
Ardales is een gemeente in de Spaanse provincie Málaga in de regio Andalusië met een oppervlakte van 107 km². In 2007 telde Ardales 2595 inwoners. Vlak bij Ardales liggen de Embalses Guadalhorce-Guadalteba.

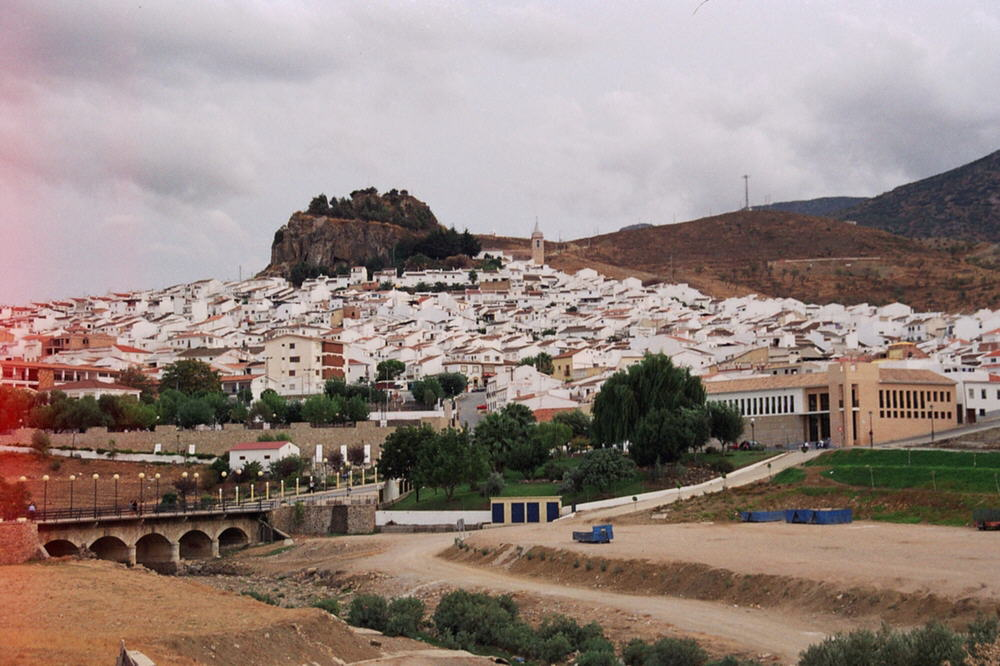
Ardales